# Brigitte Fontaine

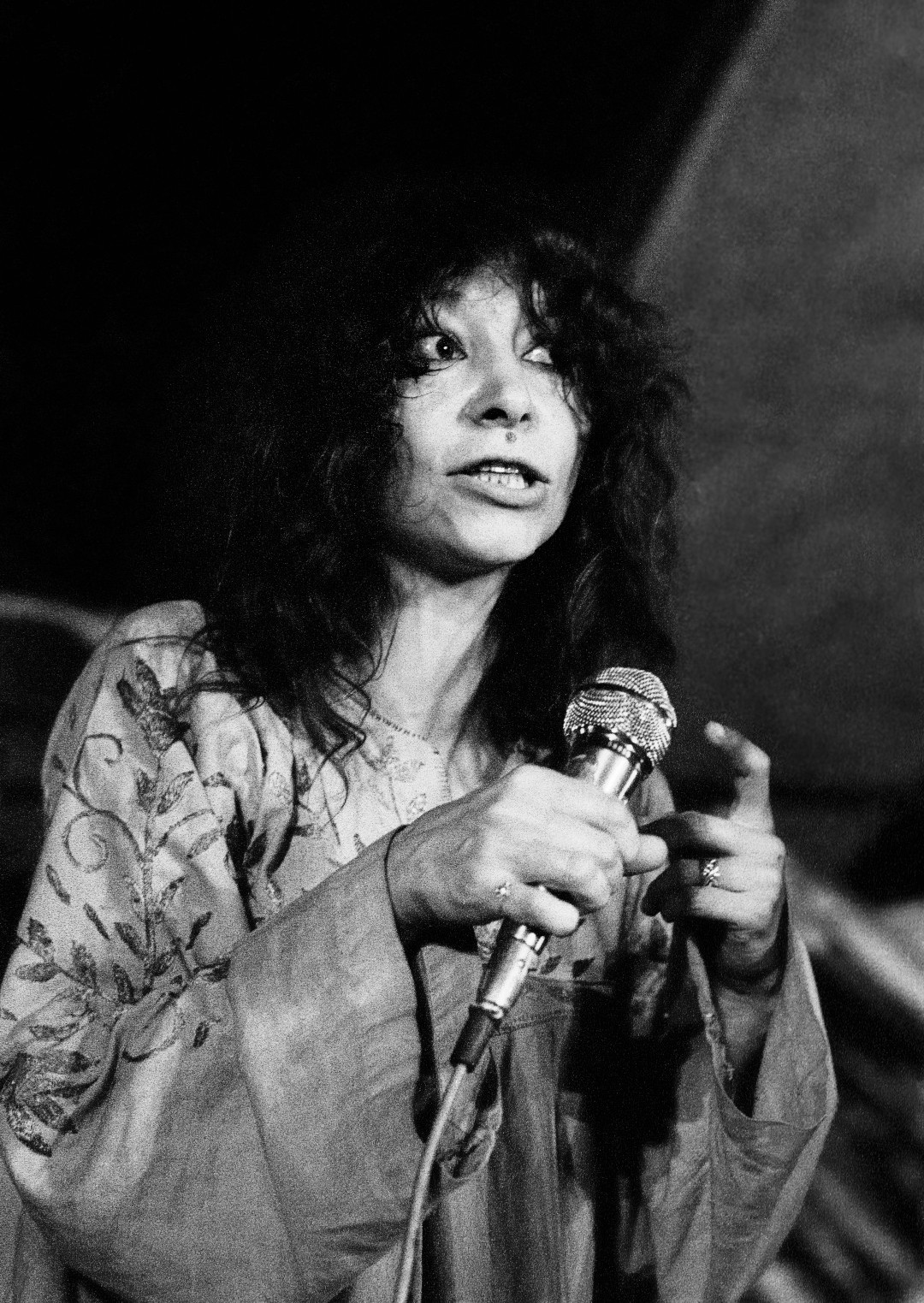
Brigitte Fontaine in 1973

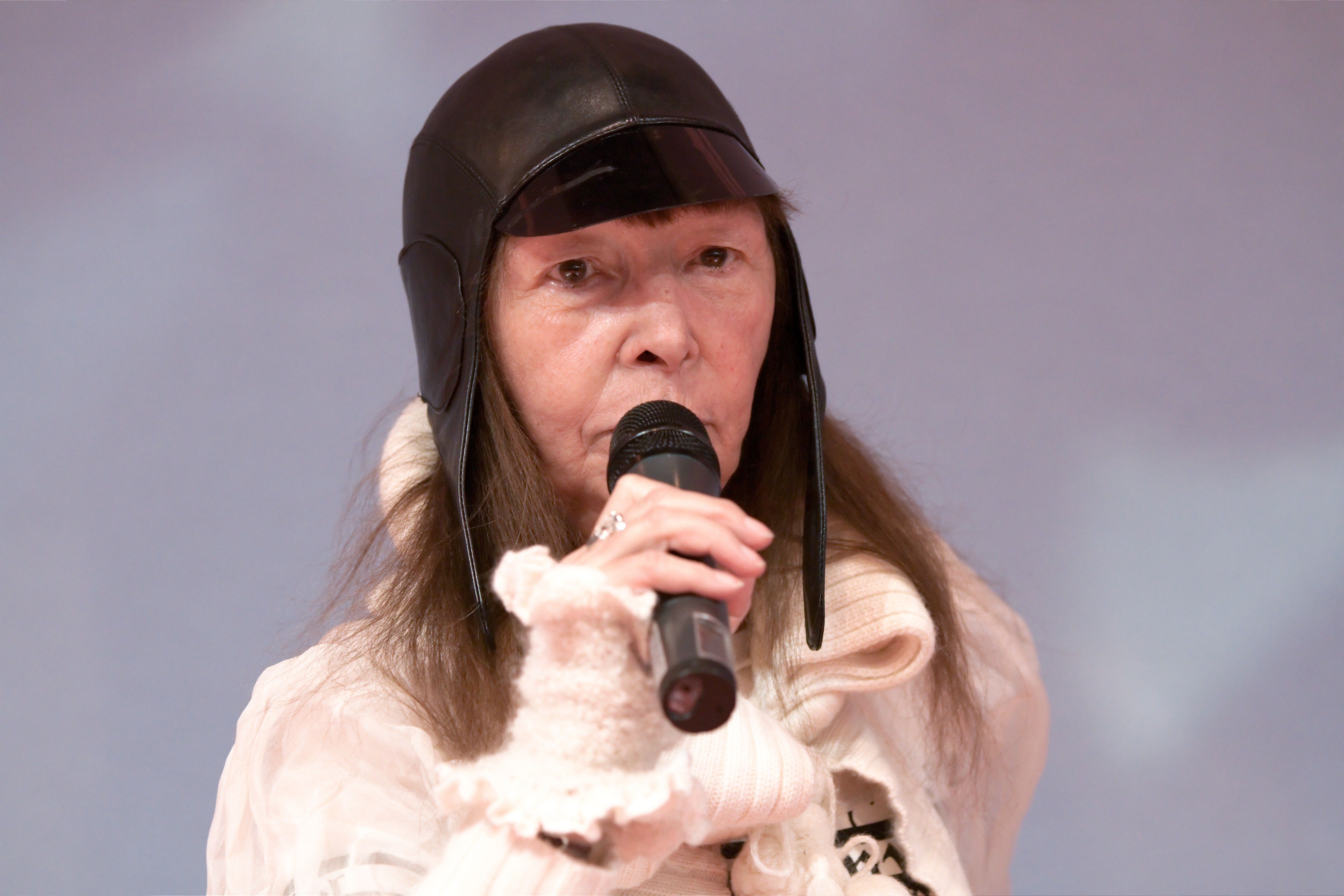
Brigitte Fontaine in 2010

Brigitte Fontaine (Morlaix, 24 juni 1939) is een Franse zangeres.

## Loopbaan
In 1965 verscheen haar eerste jazzy album. Vanaf 1969 werkte ze samen met Areski Belkacem. In 1970 werkten zij samen (met het Art Ensemble of Chicago) aan de LP Comme à la radio. Dit album brak met de Franse chanson-traditie. Vanaf dat moment was zij een van de prominentste Franse underground-zangeressen.

## Discografie
- Chansons décadentes et fantasmagoriques, LP, Disques Jacques Canetti – 48 815, 1965, (arrangementen van Jimmy Walter).
- Maman, j'ai peur (avec Jacques Higelin), EP, Disques Jacques Canetti – 27 271, 1966 (arrangementen van Michel Colombier).
- Les encerclés (met Jacques Higelin), EP, Disc'AZ – 1190, puis Saravah – SHB 516X, 1968 (arrangements de Jean-Claude Vannier).
- Brigitte Fontaine est folle, LP, Saravah – SH 10 001, 1968 (arrangementen van Jean-Claude Vannier)
- Le goudron / Les beaux animaux, S, Saravah – SH 40 008, 1969
- Comme à la radio, LP, Saravah – SH 10006, 1970 (metc l'Art Ensemble of Chicago).
- Brigitte Fontaine (3) (met Julie Dassin en Areski Belkacem), LP, Saravah – SH 10034, 1972
- Je ne connais pas cet homme (metc Areski Belkacem en Antoine Duhamel), LP, Saravah – SH 100 41, 1973
- Quand tous les ghettos brûleront, ça va faire un hit, S, Byg Records – 129052, 1974 (arrangementen van Jean-Claude Vannier)
- L'Incendie (met Areski Belkacem), LP, Byg Records – 529026, 1974
- Le Bonheur (met Areski Belkacem), LP, Saravah – SH 10 059, 1975
- Vous et nous (met Areski Belkacem en Antoine Duhamel), LP, Saravah / RCA – RSL 1071, 1977
- Les églantines sont peut-être formidables, LP, Saravah / RCA – RSL 1081, 1980
- L'inconciliabule, S, Saravah / RCA – RSB 499, 1980
- Les filles d'aujourd'hui, S, Carrère-Celluloïd – CA171, 1984
- French corazon, LP, Midi inc., 1988
- Genre humain, cd, Virgin – 724384050023, 1995 (met medewerking van de Valentins en van Étienne Daho voor 4 titels)
- Supermarket, S, (Virgin Visa 3537)
- Les palaces, cd, Virgin – 724384510626, 1997
- Dressing, S, Virgin, 1999
- Kékéland, cd, Virgin – 724381066119, 2001 (met medewerking van Sonic Youth, Jean-Claude Vannier, de Valentins, van -M- en van Noir Désir)
- Vintage de choix, CDS 3 titels, Virgin SA 6839, 2001 (Met 2 Engelstalige versies: Comme à la radio, J'ai 26 ans)
- Rue Saint Louis en l'île, cd, Virgin – 72434732362, 2004 (met -M-, Mouss en Hakim de Zebda en Gotan Project)
- Libido, cd, Polydor – 984 322 0, 2006 (met medewerking van -M- en Jean-Claude Vannier)
- Prohibition, cd, Polydor, 2009 (met Ivor Guest, Grace Jones en Philippe Katerine)
- L'un n'empêche pas l'autre, cd, Polydor, 2011 (met Ivor Guest, Grace Jones, Bertrand Cantat, Jacques Higelin, Christophe, Emmanuelle Seigner, Matthieu Chedid, Alain Souchon, Arno en Richard Galliano)